# All Things Bright and Beautiful
Albums de Owl City
Ocean Eyes (Deluxe Edition)
(2010) The Midsummer Station
(2012)
All Things Bright and Beautiful est le 3e album studio de Owl City sorti le 14 juin 2011. Il comporte 12 chansons

## Liste des pistes
- The Real World 3:55
- Deer in the Headlights 3:01
- Angels 3:40
- Dreams Don't Turn To Dust 3:45
- Honey and the Bee (ft. Breanne Düren) 3:45
- Kamikaze 3:28
- January 28, 1986 0:38
- Galaxies 4:03
- Hospital Flowers 3:39
- Alligator Sky (ft. Shawn Chrystopher) 3:05
- The Yacht Club (ft. Lights) 4:33
- Plant Life 4:11

iTunes Chansons en bonus
- How I Became The Sea
- Alligator Sky

Edition japonaise
- How I Became The Sea 4:25
- Shy Violet 3:49
- To The Sky 3:40

## Singles
Le premier single issu de l'album est Alligator Sky pour lequel le rappeur Shawn Chrystopher collabore. Il est réalisé par Endeavor Media.
Ensuite sont sortis les singles Galaxies et Deer in the Headlights.